# 須藤千晴
須藤千晴（日语：すどう ちはる，1980年8月10日—）是日本橫濱市出身的鋼琴家，畢業於東京藝術大學音樂學部，屬於山葉音樂娛樂控股。

## 專輯列表
- 2008年7月：「プレリュード Preludes」（首張唱片；勝利娛樂發行）
- 2011年8月：「ブラームス：チェロソナタ他」（金子鈴太郎以大提琴合奏；奧克塔維亞唱片（日语：オクタヴィアレコード）發行）
- 2014年6月：「ジェム Gems」（獨奏；日本アコースティックレコーズ發行）

## 出演

### 電視節目
- Gore’s Bar（2008年12月於TBS電視台播出）
- BS12 Twellv

### 電台節目
- SEASIDE CLASSIC（橫濱FM放送（日语：横浜エフエム放送））
- 林田直樹のカフェフィガロ（Blue-Radio.com）

### 網絡廣告
- メイトーLKM512（協同乳業）

## 外部連結
- 須藤千晴官方網站